# Grube Gertrudensegen
Die Grube Gertrudensegen ist eine ehemalige Buntmetallerz-Grube des Bensberger Erzreviers. Sie lag zwischen Pillenhof und Markelsbach in der Gemeinde Much im Rhein-Sieg-Kreis.

## Geschichte
Ihren Namen verdankt die Grube Gertrudensegen der Gastwirtstochter Gertrud Haas aus Markelsbach, die diese Grube im Jahr 1842 entdeckt hatte. Ob zu diesem Zeitpunkt auch bereits mit den Arbeiten begonnen wurde, ist nicht überliefert. Die erste Mutung stammt vom 27. November 1855 an Justus Bleibtreu aus Ramersdorf. Die Verleihung folgte am 27. Juni 1857 auf Zink, Blei, Kupfer und Eisen. Schon bald wechselte das Bergwerk in den Besitz der Gewerkschaft Gertrudensegen, deren Repräsentant Gustav Roetzel war. Er stellte einen Erweiterungsantrag am 8. Januar 1866 für die Grube und erhielt die Verleihung dazu am 9. Juni 1868. 1878 stellte man den Betrieb ein. Im Jahr 1935 wurde sie als konsolidierte Grube Nikolaus-Phönix zusammen mit der Grube Emanuel und der Grube Antonius wieder eröffnet.
- Siehe auch: Liste der Erzgruben im Rhein-Sieg-Kreis

## Betrieb und Anlagen
Aus einem Bericht des Repräsentanten Roetzel aus dem Jahr 1878 geht hervor, dass der Blei- und Zinkerzgang auf einer Länge von 400 m aufgeschlossen und auf einer weiteren Länge von 440 m bekannt war. In der Nähe von Pillenhof hatte man einen Stollen vorgetrieben und dabei edles Spateisenstein gefunden. Trotz guter Voraussagen über ausreichende Vorräte schloss man den Betrieb im selben Jahr, weil die Erzpreise zu niedrig waren und sich gleichzeitig die Transport- und Betriebskosten verteuerten. 97 Bergleute verloren damit ihren Arbeitsplatz.
Der Förderschacht stand auf dem Gelände der Landwirtschaft Sommerhäuser. Ein kleiner Gedenkstein, der mittlerweile mit landwirtschaftlichen Gütern überdeckt ist, soll mit folgender Aufschrift an den Schacht erinnern:

„Grube Gertrudensegen, Hauptschacht; Querschnitt: 2,40 X 1,60 Mtr.; Abstand: 2,00 Mtr. N. Verfüllt: 25.10.66“

Von hier aus erstreckten sich in Richtung Pillenhof Betriebsgebäude und Halden. Einen weiteren Schacht gab es etwa 100 m vor der Einmündung der Straße von Niederheimbach auf die Zeithstraße.